# ウケグチノホソミオナガノオキナハギ
ウケグチノホソミオナガノオキナハギ(Anacanthus barbatus)はカワハギ科に属する海水魚で、ウケグチノホソミオナガノオキナハギ属に属する唯一の種である。
魚類の中で最も長い和名を持つ種である。

## 分布
インド太平洋西部熱帯域、深度3-8mに生息する。インド西部からインドネシア、オーストラリア北西部までで見られる。

## 形態
最大で35cmになる。全長は吻端から鰓裂までの6倍、体高の12.4倍。眼径は吻長の1/6。下顎には肉質のヒゲがある。鰓裂はほぼ水平で、眼の下部前方に開く。背鰭は1棘52軟条、臀鰭は59軟条で基底は長い。胸鰭は8軟条。体色は褐色で、胸鰭・臀鰭は黄色味がかる
非常に細長い体型であるため、他のカワハギ類とはかなり骨格が異なる。特に鰓条骨が4本であること・鰓弓骨の本数が少ないこと・背鰭が1棘であること・尾椎が23-24個に達することなどは本種にしか見られない特徴である。カワハギ科の中で特異なメンバーではあるが、骨格からはノコギリハギ属との類縁が指摘されている。

## 生態
沿岸の海草の茂った砂地に生息するが、三角江の泥底・湾内・マングローブなどでも見られる。海草・ムチヤギ・海綿などに頭を下にして寄り添っていることが多く、擬態していると考えられる。

## 人との関連
漁業上価値はなく、顕著な個体数の減少は見られない。沿岸の開発によって影響を受けているとみられるが、様々な環境に生息することができるため深刻な危機とは考えられていない。